# Staré Město (Děčín)
Staré Město  je III. část okresního města Děčín. Nachází se na jihovýchodě Děčína. Prochází zde silnice II/261. Děčín III-Staré Město leží v katastrálním území Děčín-Staré Město o rozloze 2,97 km².

## Historie
První písemná zmínka o vesnici pochází z roku 1454.
Na levém břehu Ploučnice se začala v 15. století formovat vesnice, na kterou se přenesl název Staré Město (původní starý Děčín stál totiž na pozdější Mariánské louce jižně od Děčínského hradu). V průběhu doby byla zemědělským zázemím Děčína a později se stala díky několika průmyslovým podnikům rušnou a lidnatou příměstskou obcí. Roku 1942 bylo Staré Město sloučeno s Děčínem a Podmokly do jednoho města s názvem Tetschen-Bodenbach, po válce přejmenovaného na Děčín.
Na přelomu šedesátých a sedmdesátých let 20. století došlo ke stržení větší části staré zástavby a poté k výstavbě panelového sídliště. Z nejstarší zástavby se dochovaly tři roubené domky v Březové ulici.

## Obyvatelstvo
Při sčítání lidu v roce 1921 ve Starém Městě žilo 3 109 obyvatel (z toho 1 546 mužů), z nichž bylo 123 Čechoslováků, 2 912 Němců, jeden Žid a 73 cizinců. Většina (2 897 osob) se hlásila k římskokatolické církvi, ale žilo zde také 108 evangelíků, čtyři členové církve československé, dva židé, třicet příslušníků nezjišťovaných církví a 68 lidí bez vyznání. Podle sčítání lidu z roku 1930 mělo Staré Město 3 009 obyvatel: 123 Čechoslováků, 2 797 Němců, jednoho příslušníka jiné národnosti a 88 cizinců. Římských katolíků bylo 2 531, evangelíků 161 a k církvi československé se hlásilo devět lidí. Třináct obyvatel bylo starokatolíky, dva patřili k dalším nezjišťovaným církvím a 293 lidí bylo bez vyznání.
|                                                                | 1869 | 1880  | 1890  | 1900  | 1910  | 1921  | 1930  | 1950  | 1961  | 1970  | 1980  | 1991  | 2001  | 2011  |
| -------------------------------------------------------------- | ---- | ----- | ----- | ----- | ----- | ----- | ----- | ----- | ----- | ----- | ----- | ----- | ----- | ----- |
| Obyvatelé                                                      | 838  | 1 412 | 1 852 | 2 538 | 2 908 | 3 109 | 3 009 | 2 398 | 2 660 | 5 406 | 5 973 | 4 566 | 4 368 | 3 954 |
| Domy                                                           | 80   | 101   | 120   | 157   | 183   | 208   | 251   | 270   | —     | 347   | 296   | 274   | 287   | 322   |
| Počet domů z roku 1961 je zahrnut v domech místní části Děčín. |      |       |       |       |       |       |       |       |       |       |       |       |       |       |

## Pamětihodnosti
- Venkovský dům čp. 29, ulice Březová č. o. 11
- Venkovský dům čp. 30, nároží ulic Březová (č. o. 13) a U Kapličky
- Venkovský dům čp. 33, ulice U Kapličky fyzicky označeno jako č. o. 1 (evidováno jako Ploučnická č. o. 16)

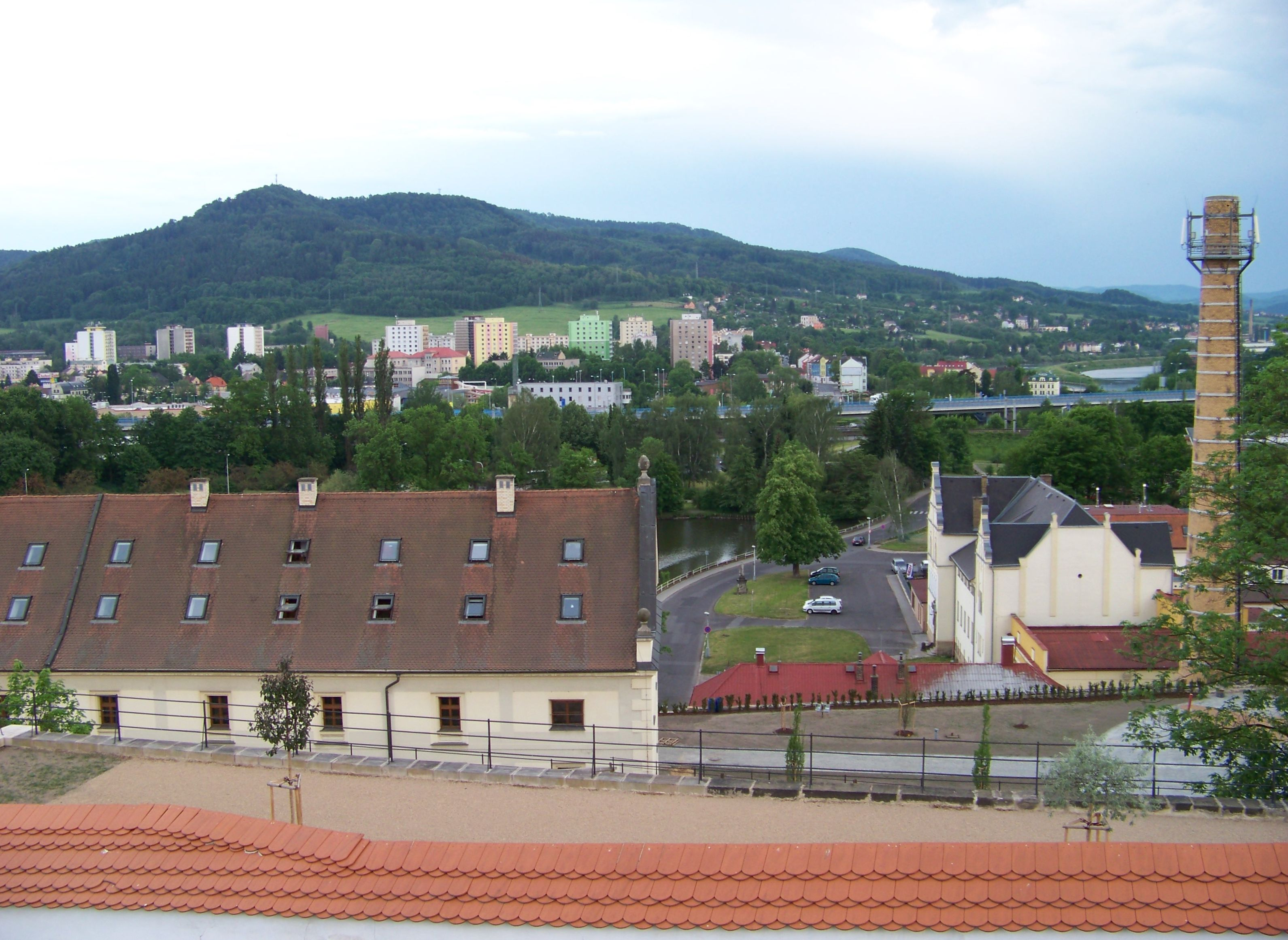
Pohled na Staré Město z Růžové zahrady
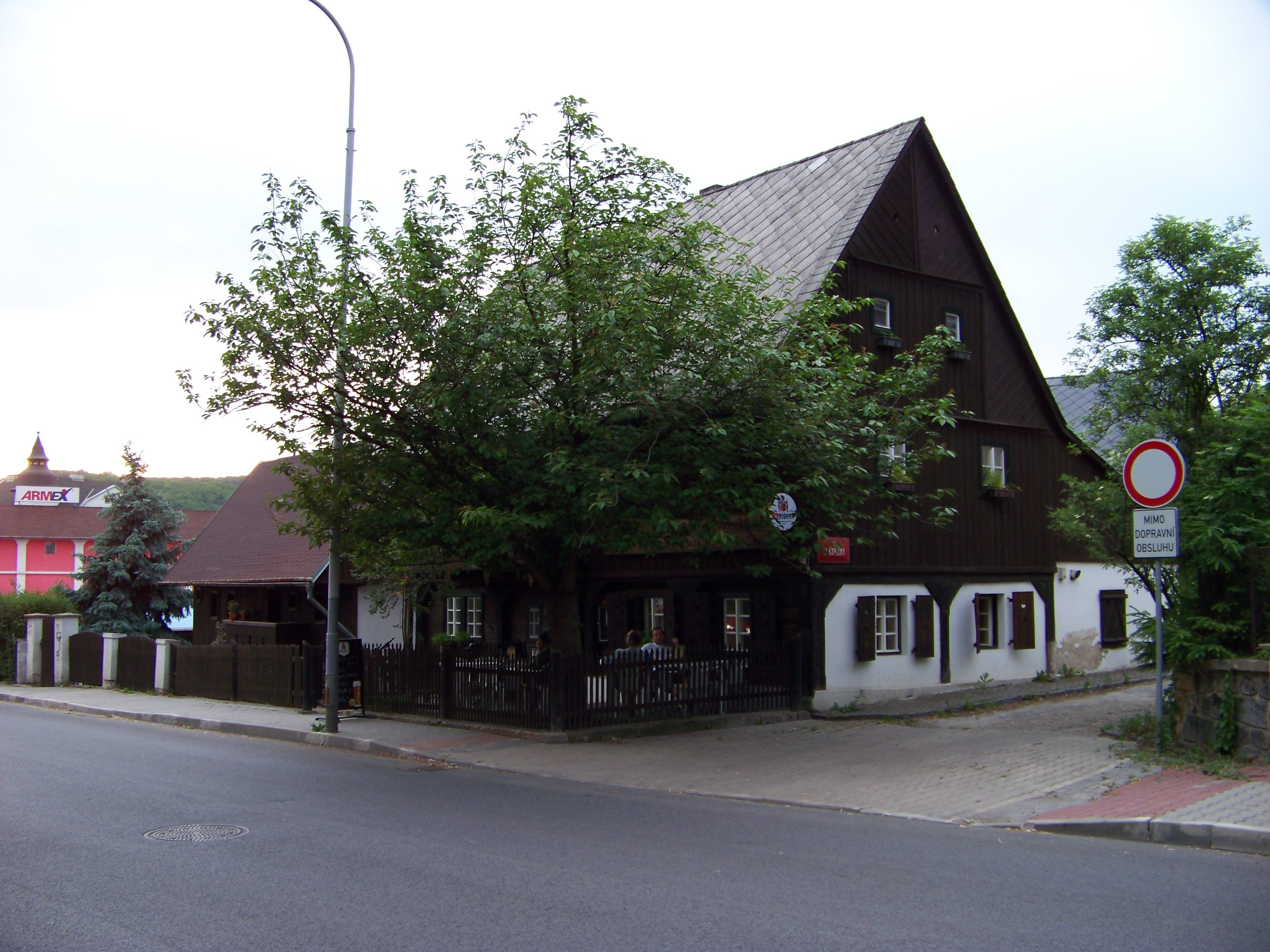
Venkovský dům čp. 30, nároží ulic Březová (č. o. 13) a U Kapličky
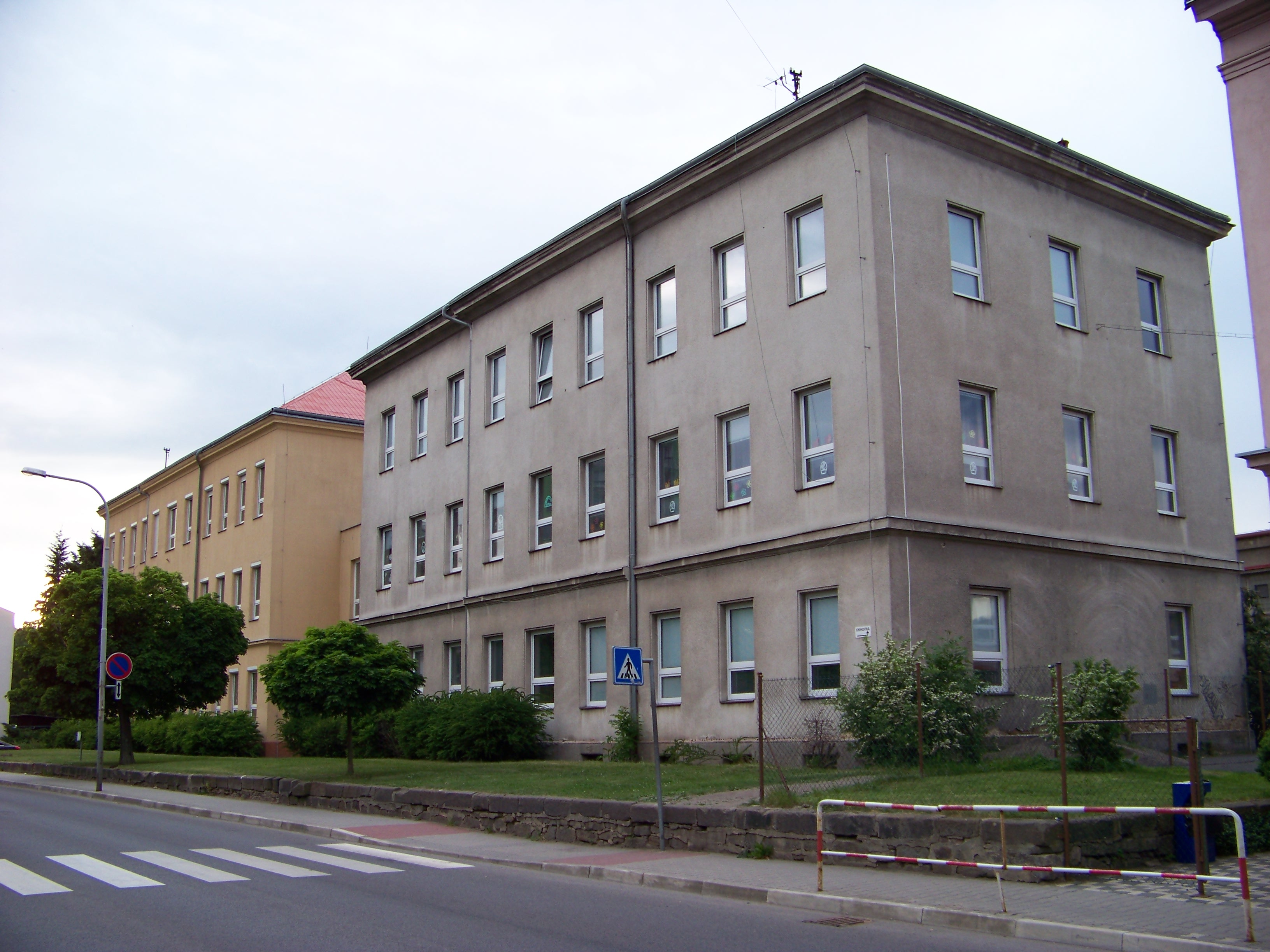
Škola v Březové ulici
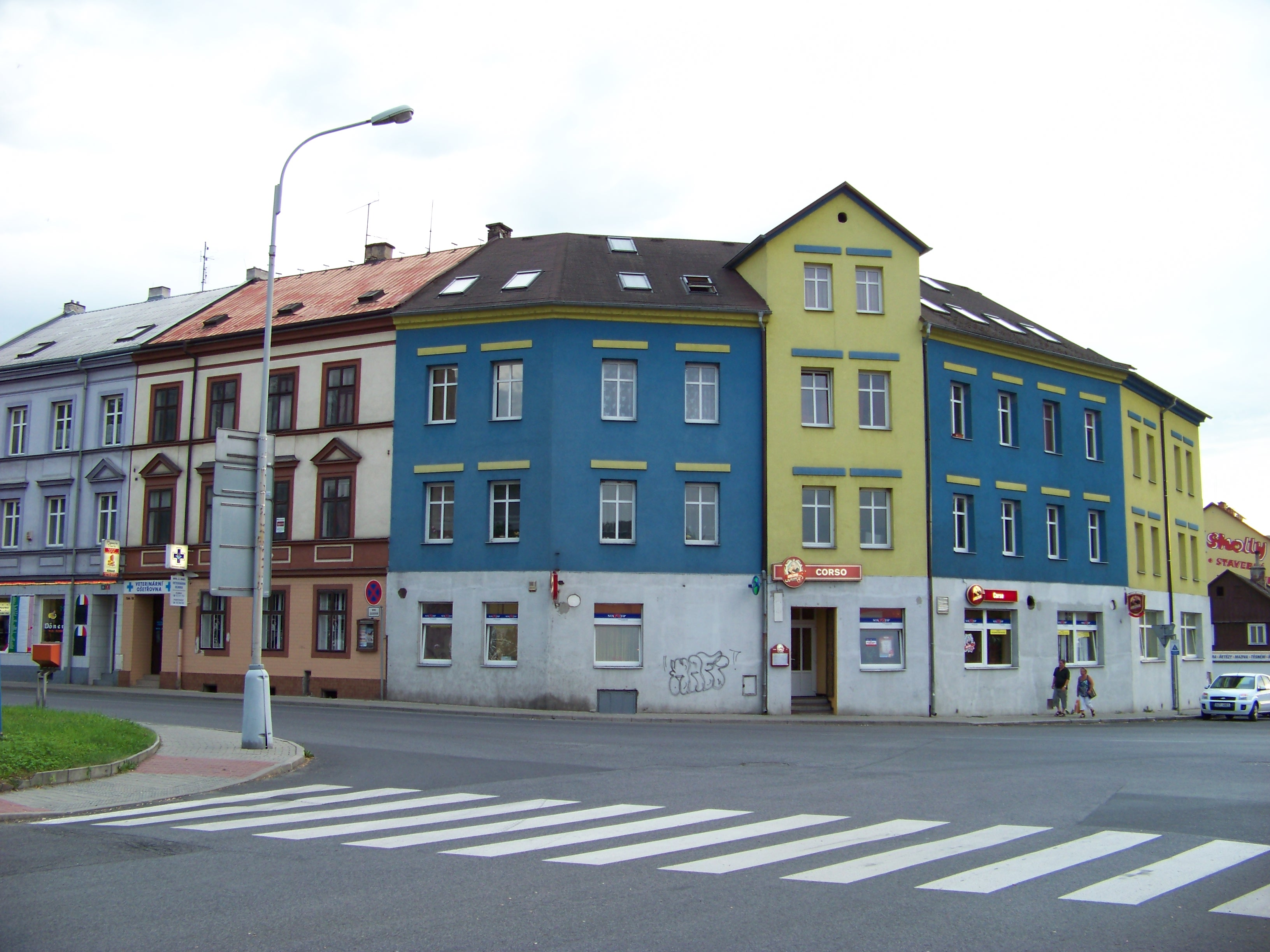
Náměstí 5. května, restaurace Corso
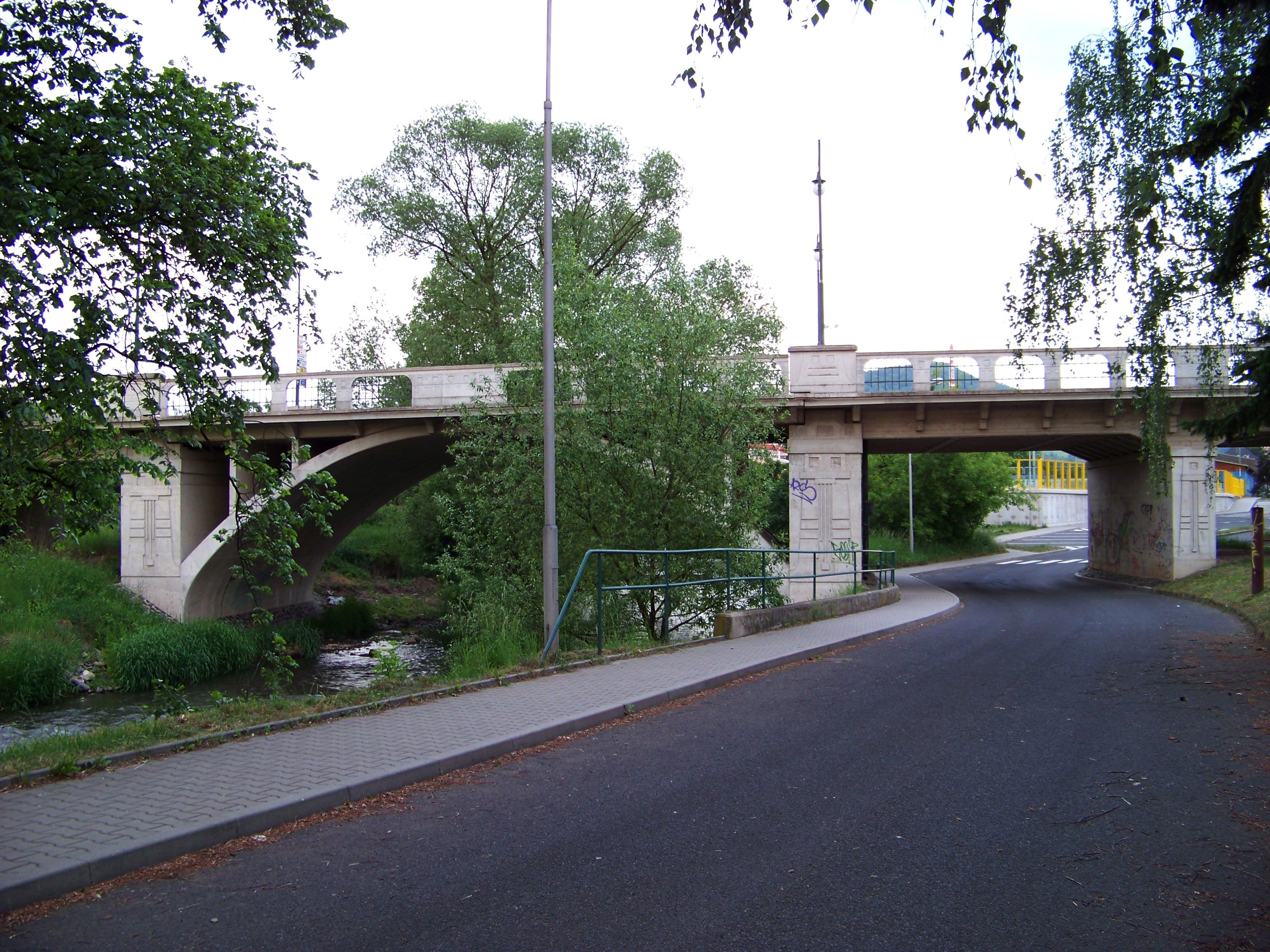
Renovovaný most přes Ploučnici
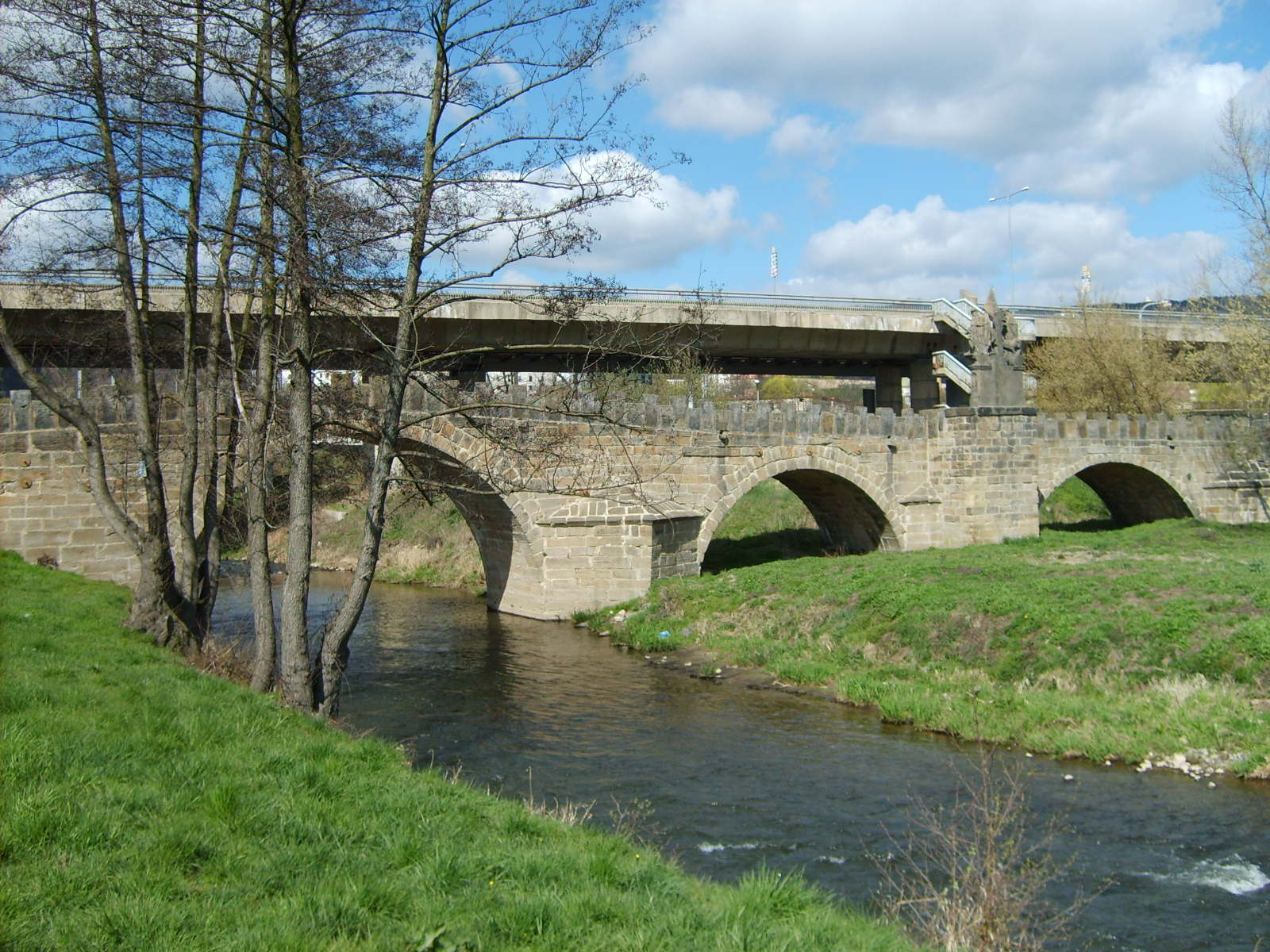
Staroměstský most